# Red Star Line (musical)
 Red Star Line is een Vlaamse musicalproductie van Studio 100 die in première ging op 19 maart 2023, in een regie van Frank Van Laecke. Het is de opvolger van de spektakelmusicals '40-'45 en Daens, die tussen 2018 en 2022 werden opgevoerd.

## Het verhaal
Het verhaal speelt zich af in Antwerpen in het jaar 1923, en begint met een inscheping van een passagiersboot van de Red Star Line. Honderden reizigers staan met hun koffers volgestouwd met illusies en hoop op een beter leven. Sommigen onder hen zullen hun droom realiseren, voor anderen wordt het avontuur één grote teleurstelling. Jan en Marie vormen een gelukkig en hecht koppel. Het boerenleven oogt echter weinig rooskleurig, want de kleinere landbouwbedrijven moeten het afleggen tegen de opkomende automatisering die alleen herenboeren zich kunnen veroorloven. Als Jan de kans krijgt om in Amerika als ingenieur aan de slag te gaan, gaat hij op het aanbod in. Marie zal hem later achterna reizen. Zal hun liefde de afstand overleven?
Wanneer de vader van Marie redelijk vroeg komt te overlijden, zien zij en haar verloofde Jan het niet zitten om de boerderij over te nemen. Jan heeft een 'automatisch afwasmachien' uitgevonden en dat komt Walter, een Vlaamse ondernemer in Amerika, ter ore. Hij laat Jan overkomen per schip om dat 'automatisch afwasmachine' te ontwikkelen. Marie blijft achter in België met de belofte dat zij met Jan in Amerika zal trouwen van zodra hij genoeg verdiend heeft om haar te laten overkomen.
Al snel kijkt Jan zijn ogen uit in zijn 'American Dream', maar er duikt een probleem op. Hoewel hij brieven naar het thuisfront stuurt, blijven ze onbeantwoord. Hij vreest dat Marie hem vergeten is. Als hij dan Louise ontmoet, de dochter van Walter, beseft hij dat zijn toekomst in Amerika misschien toch niet met Marie is weggelegd. Louise maakt Jan wijs dat ze zwanger is van hem zodat ze zouden trouwen om zijn uitvinding in het bedrijf van haar vader te houden.
In België krijgt ook Marie geen nieuws van Jan. Wanneer haar moeder ziek wordt en sterft, vindt ze alle brieven die Jan haar vanuit Amerika gestuurd heeft en haar moeder achter hield. Moeder zag dochterlief liever trouwen met dorpsgenoot Cyriel, een ietwat simpele jongeman van goede komaf. Om te verhinderen dat haar dochter naar Amerika zou verhuizen met Jan, hield ze de brieven achter. Als Marie daarachter komt, reist ze naar Amerika.
Op de boot ontmoet Marie haar jeugdvriendin Martha. Haar vader Jef heeft een ploegbaas van de Antwerpse dokken vermoord omdat die zijn dochter misbruikte. Hij besloot met zijn gezin te vluchten naar Amerika, maar tijdens een storm op zee slaat Martha overboord waarna ze verdrinkt.
Walter hoort dat Marie onderweg is naar Amerika. Hij weet te regelen dat ze terug naar België zal gestuurd worden en maakt Jan wijs dat ze gestorven is. Marie weet in Amerika toch van boord te geraken door stiekem Martha's plaats in te nemen.
Jans liefde voor Marie is te groot en hij laat Louise achter aan het huwelijksaltaar. Marie vindt haar geliefde Jan terug en ze vallen in elkaars armen van geluk.

## Rolverdeling
Op 29 augustus 2022 werden de eerste vier castleden bekendgemaakt. Op 17 oktober 2022 werden alle andere leden van de hoofdcast voorgesteld aan het grote publiek. Het gaat telkens om twee acteurs voor dezelfde rol, die elkaar zullen afwisselen tijdens de voorstellingen. Voor de 2de run, die speelde vanaf september 2023, werd de hoofdcast aangevuld met nieuwe namen. In januari 2024 werd aangekondigd dat de musical zijn 3e run ook de laatste gaat zijn.
| Personage                       | Acteur                                                                                 |
| ------------------------------- | -------------------------------------------------------------------------------------- |
| Jan Leemans                     | Jelle Cleymans, Jonas Van Geel, Michiel De Meyer (vanaf september 2023)                |
| Marie Vandaele                  | Ianthe Tavernier, Lotte Stevens, Femke Verschueren (vanaf september 2023)              |
| Louise Vandermeer               | Charlotte Verduyn, Charlotte Boudry                                                    |
| Walter Vandermeer               | Peter Van De Velde, Peter Van den Begin, Geert Van Rampelberg (vanaf maart 2024)       |
| Jakob                           | Frans Van der Aa, Carry Goossens en Ludo Hoogmartens (vanaf september 2023)            |
| Martha Steyaert                 | Free Souffriau, Laura Seys                                                             |
| Rosalie                         | Marleen Merckx, Vera Mann                                                              |
| Jef Steyaert                    | Jan Schepens, Peter Thyssen                                                            |
| Cyriel                          | Nordin De Moor, Michiel De Meyer, Leendert De Vis, Bert Verbeke (vanaf september 2023) |
| Zulma                           | Hilde Van Wesepoel, Goele De Raedt, Tine Embrechts (vanaf september 2023)              |
| Odillon                         | Dirk Van Vaerenbergh, Ludo Hoogmartens, Hugo Sigal (vanaf september 2023)              |
| Jan Leemans (oude versie, stem) | Jo De Meyere                                                                           |

## Productie
Jelle Cleymans en Jonas Van Geel wisselen de mannelijke hoofdrol af. Ianthe Tavernier en Lotte Stevens spelen afwisselend de vrouwelijke hoofdrol. Frank Van Laecke staat in voor de regie en het scenario van de musical. Gert Verhulst schreef samen met Jelle Cleymans de liedteksten, terwijl Steve Willaert de muziek en liedjes componeerde.
Op 4 dagen tijd werden er 25.000 tickets verkocht. Na 2 weken stond de teller reeds op 50.000 verkochte tickets.
Eind januari trapte de cast de repetitieperiode af met een werkbezoek aan het Red Star Line Museum in Antwerpen.
De teller van de ticketverkoop stond enkele dagen voor de première op 170.000 verkochte tickets.

### Tribune
Net zoals bij '40-'45 en Daens neemt het publiek plaats op acht rijdende tribunes, die allen gestuurd worden door een lokaal op laser gebaseerd navigatiesysteem. Op die manier kunnen verschillende constellaties aangenomen worden, waardoor het spektakel een extra dynamisch karakter krijgt en het publiek meer betrokken wordt bij het verhaal. Iedere tribune weegt 40 ton, is 8 meter hoog, 7 meter breed en 17 meter diep. In totaal kunnen er 1662 toeschouwers plaatsnemen op de tribunes.

### Historie
Tijdens de musical zal een schip een groot deel van het decor uitmaken. Dit schip zou de Belgenland II moeten voorstellen, een schip dat echt heeft gevaren onder vlag van de Antwerpse rederij Red Star Line.
De Red Star Line moest de boeken sluiten in 1935, dit ten gevolge van de beurscrash van 1929, samen met de verstrengde immigratiewetten van de Verenigde Staten van Amerika. Enkele schepen, de Pennland en Westernland opereerden nog een tijd onder Arnold Bernstein, met als thuisbasis Antwerpen, maar deze moest zelf Europa verlaten vanwege het opkomend nazi-regime in Duitsland. In 1939 werd de Red Star Line Group verkocht aan de NASM/Holland-Amerika lijn. Er zouden na WOII nog enkele schepen onder de maatschappij van de Holland-Amerika Lijn nog varen vanuit Antwerpen. 
De Belgenland II maakte haar laatste commerciële vaart in 1933 en de laatste vaart in april 1936 om geschrapt te worden. 
Ook worden er enkele vermeldingen gemaakt naar het groeiende antisemitisme dat in de jaren '30 op kwam in Europa en de Sovjet-Unie.

## Merchandise
- Dvd
- Cd
- Programmabrochure
- Boek (Roman)

'14-'18 · '40-'45 (België) · '40-'45 (Nederland) · 1830 · De 3 Biggetjes · 3 Musketiers · Aida · Albert I · Alice in Wonderland · A xXxmas Carola · Anatevka · Assepoester · Belle en het Beest · Billie Holiday · Bloedbroeders · The Bodyguard · Cabaret · Camelot · Cats · Chicago · Ciske de Rat · Cyrano de Bergerac · De Schone van Boskoop · Daens · Damiaan · Dirty Dancing · Doe Maar! · Domino · Doornroosje · Dracula · Drood · Elisabeth · Evita · Fame · De Finale · Flashdance · Foxtrot · Goodbye, Norma Jeane · Grease · Hair · High School Musical · De Jantjes · Jeanne d'Arc · Jekyll & Hyde · Jersey Boys · Jesus Christ Superstar · Kadanza · De kleine zeemeermin · Koning van Katoren · Kruimeltje · Kuifje: De Zonnetempel · Kunt u mij de weg naar Hamelen vertellen, mijnheer? · The Last Five Years · Lelies · The Lion King · The Little Mermaid · Love Story · Lover of Loser · Mamma Mia! · De man van La Mancha · Marie-Antoinette · Mary Poppins · Les Misérables · Miss Saigon · Moulin Rouge! De Musical · Muerto! · De Muze van Rubens · My Fair Lady · On Your Feet! · Op hoop van Zegen · Oorlogswinter · The Passion · Pauline & Paulette · The Phantom of the Opera · Pinokkio · Red Star Line · Rembrandt · Robin Hood · Romeo en Julia, van Haat tot Liefde · De Rozenoorlog · Rubens · Shhh...it happens! · Shrek · Soldaat van Oranje · Spring Awakening · De sprookjesmusical Klaas Vaak · Sneeuwwitje · The Sound of Music · Tarzan · Titanic · Turks fruit · Urinetown · De Vliegende Hollander · Wat Zien Ik?! · Wicked · The Wild Party · Willem & Frieda: Roze Verzet · The Wiz · Wickie de viking de musical
    Portaal Musical